# 寺西貞弘
寺西 貞弘（てらにし さだひろ、1953年4月 - ）は、日本史学者。
大阪府摂津市生まれ。1978年関西大学文学部史学科（日本古代史）卒業、1983年同大学院博士課程後期課程満期退学、1989年「古代天皇制史論 皇位継承と天武朝の皇室」で文学博士。1984年11月和歌山市立博物館学芸員。同館学芸課長、副館長、2002年館長、2015年有田市郷土資料館学芸員。

## 著書
- 『古代天皇制史論 皇位継承と天武朝の皇室』創元社 1988
- 『古代熊野の史的研究』塙書房 2004
- 『紀氏の研究 紀伊国造と古代国家の展開』雄山閣 日本古代氏族研究叢書 2013
- 『近世紀州文化史雑考』雄山閣 2014
- 『日本史の中の和歌浦』塙書房 塙選書 2015
- 『天武天皇』ちくま新書 2023
- 『道鏡 悪僧と呼ばれた男の真実』ちくま新書 2024.4

### 監修ほか
- 『大林組大阪機械工場林友会の歩み 人と機械の五十年』大林組大阪機械工場林友会年史編纂委員会編 監修 大林組大阪機械工場林友会 2007
- 『和歌山の街とともに 株式会社大黒創立六十周年記念』監修 大黒 2011
- 『和歌山「地理・地名・地図」の謎 意外と知らない和歌山県の歴史を読み解く!』監修 実業之日本社 じっぴコンパクト新書 2015
- 『古代史講義【氏族篇】』（佐藤信 編、ちくま新書、2021年）

## 論文
- <寺西貞弘